# 豆花

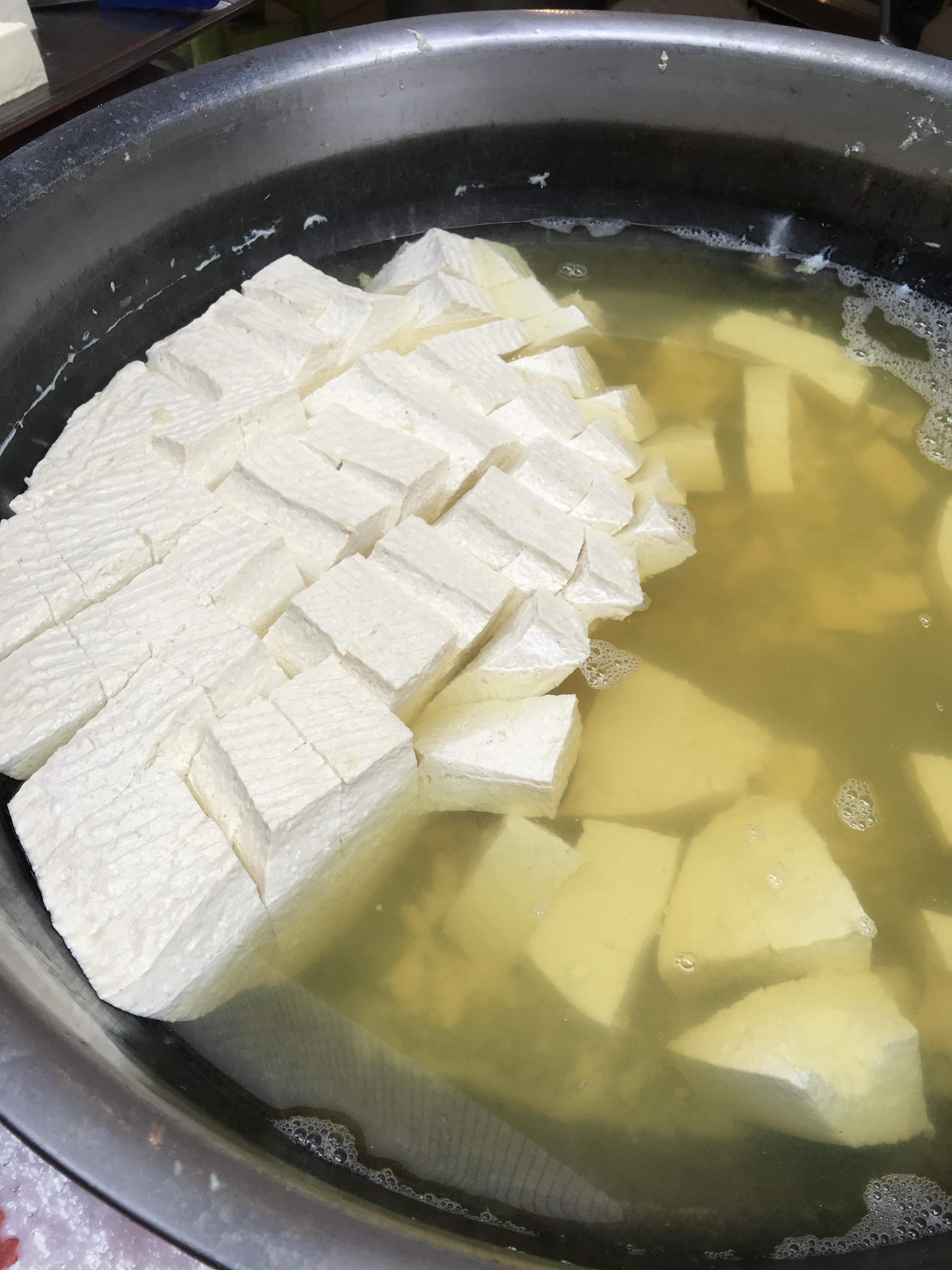
四川乐山地区的豆花

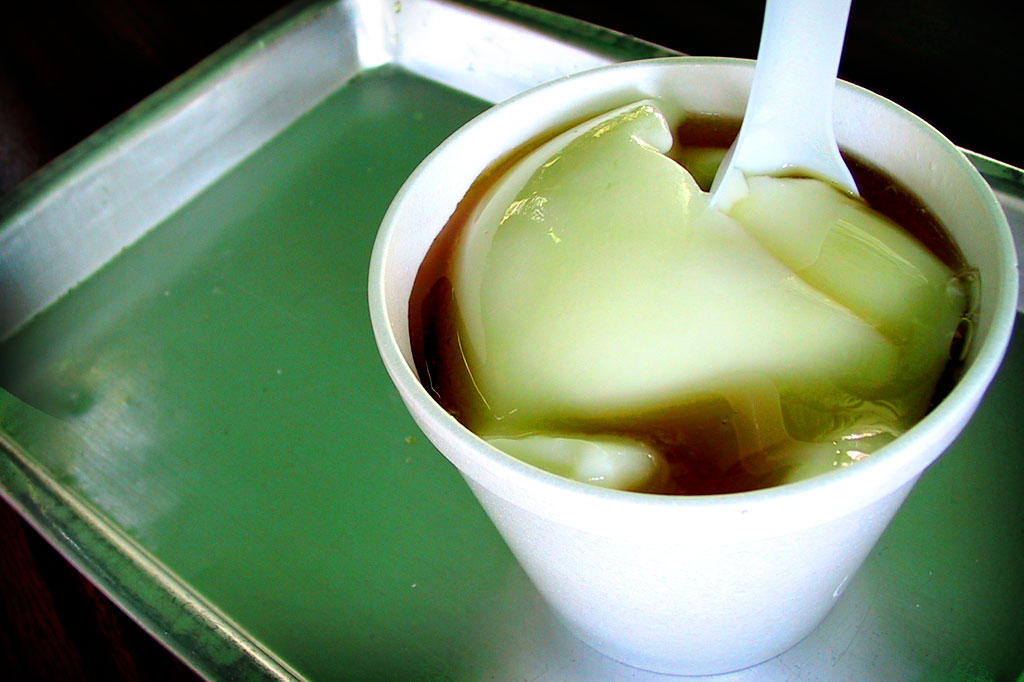
香港大嶼山的「山水豆腐花」

豆花，中國北方稱為豆腐脑，是由黃豆漿絮凝後形成的口感近似於果凍或布丁狀食品統稱，質地比豆腐嫩軟，是一种常見小吃、甜點。依其成型方式或用劑及所呈現樣貌或口感狀態又分別稱豆腐脑。中国北方以製成豆腐脑為多，南方沒有豆腐腦，但在部分地区也有其他称谓。传统的制作方法，豆腐腦使用可食用性的石膏粉或滷水凝结，在口感上因製程技術，容易有明顯的顆粒感。现在多使用新型絮凝剂，比如葡萄糖酸-δ-内酯，成功率較高、口感更细腻。

## 各地称谓与特色
| 称谓   | 地域                                           | 味道及调味品 |
| ------ | ---------------------------------------------- | --- |
| 豆花   | 臺灣、四川、雲南、贵州、湖南、江西、福建       | 在福建，甜豆花加的是冰糖水或者红糖水，鹹豆花会放上萝卜干、炸蒜丁、芫荽或芹菜、虾米以及各种卤料等，加入卤汤。对于同时销售豆花和粉丝的摊位，往往鹹豆花中会加少许粉丝。 在台湾通常加綠豆、紅豆、去皮花生等豆類，加上糖水與豆漿，也有加水果或芋圆等台灣甜點配料。基本上台灣豆花都是吃甜的不吃鹹的，只有從二戰後外省從上海傳來的鹹豆花吃鹹的。 以地方命名的知名豆花包括凤翔豆花，富顺豆花等，自贡豆花。 |
| 豆腐花 | 廣東、廣西、海南、香港、澳門、馬來西亞、新加坡 | 在香港、澳門通常加黃糖和冰糖水、桂花糖水、薑汁，中國西南地區有加入紅油或者辣椒粉调味 |
| 豆腐脑 | 中国北方、湖北、安徽、江蘇、上海 、浙江        | 北方豆腐脑常加鲜香菇、干木耳、肉末汤汁勾芡成的“咸卤”调味，河南有时候会掺着当地小吃胡辣汤食用 江浙沪的豆腐脑一般和北方一样为咸豆腐脑，并加上虾皮、紫菜、榨菜丁、葱花（或者大蒜花）、酱油等配料。 湖北和安徽也称豆花为豆腐脑，但是湖北的豆腐脑一般加白糖，为甜豆腐脑。恩施部分地区豆腐脑吃法和重庆一样为辣豆腐脑。安徽则甜咸兼备。                                                                   |
| 老豆腐 | 晋语区及天津話地區、山东西北部                 | 汤汁为酱油底，辅以辣椒油 |
| 豆腐生 | 浙江台州                                       | 甜的浇上粘稠的红糖浆，再撒点桂花；咸的放上炊皮、榨菜、紫菜、葱等 |
| 豆腐囝 | 福建（閩都地區）                               | 原料為黃豆、石膏、紅糖、白糖（適量）。 |
| 豆冻   | 福建（泉漳地區）                               | |
| 嫩豆腐 | 湖北                                           | 湖北地區把川渝的蘸料辣豆花叫做「嫩豆腐」 |
| 菜豆腐 | 陕西汉中                                       | 菜豆腐是汉中的美食，也是黄豆浆制成，只是用酸浆水点成。 |

### 地方特色
- 北京豆腐脑儿，有回、汉之分。回民的豆腐脑是用羊肉、口蘑渣、黄花、木耳加淀粉打卤；汉民的豆腐脑是用猪肉片打卤, 加入口蘑渣。调料有酱油、酱豆腐汁、韭菜花、辣椒油、卤虾油、芝麻酱等[9]。
- 遵义豆花面，做法为用稀释的豆浆煮面，面熟后挑入大碗，再加一块热豆花盖在面上，配上一点红油辣椒蘸着吃，也可以配合豆浆使用。红油辣椒蘸料中一般还加入猪油、豆酱、鸡丁、肉丁、鱿鱼丁、胡椒粉、花椒粉、姜末、油炸花生、葱、姜和鱼香汁等[10][11]。
- 商河老豆腐，在山东商河、德州乐陵等地区流行的一种风味。汤汁为酱油底，再加辣椒油。与各地豆腐脑不同，商河老豆腐并不用卤汁，主要靠酱油出味。[12]商河老豆腐

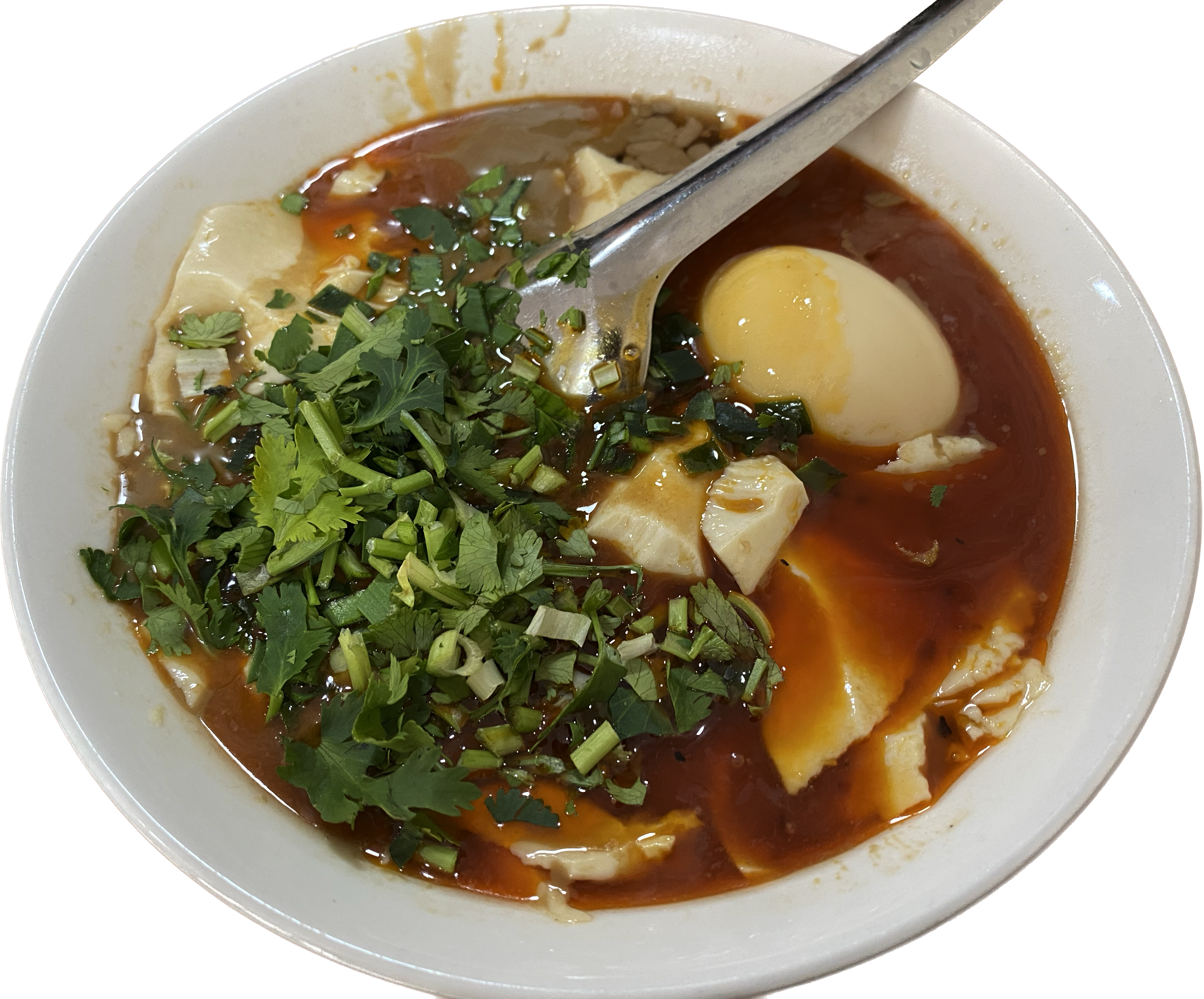
商河老豆腐

## 由來
豆腐花的由來眾說紛紜，但最常說的是與漢淮南王劉安有關：
1. 劉安求長生不老之藥，在煉丹時以黃豆漿培育丹苗，豆汁不小心與石膏相遇，形成豆腐[13]。

無論以上是否為正確，但可以確定的是「豆腐之法，始於漢淮南王劉安」，此有《本草綱目》為佐證；而豆花與豆腐本是同源發現的，後來隨著料理的不同才漸為分歧。
1959年，河南密县打虎亭的汉墓中发现关于豆腐作坊的画像石，也佐证了豆腐的制作起源于汉代。

## 種類
豆花主要分為甜、鹹、辣三種吃法。传统上，甜食主要分佈於華南、香港，並傳入台灣和東南亞各地；鹹食則為中國北方，辣食主要分佈於中国西南。

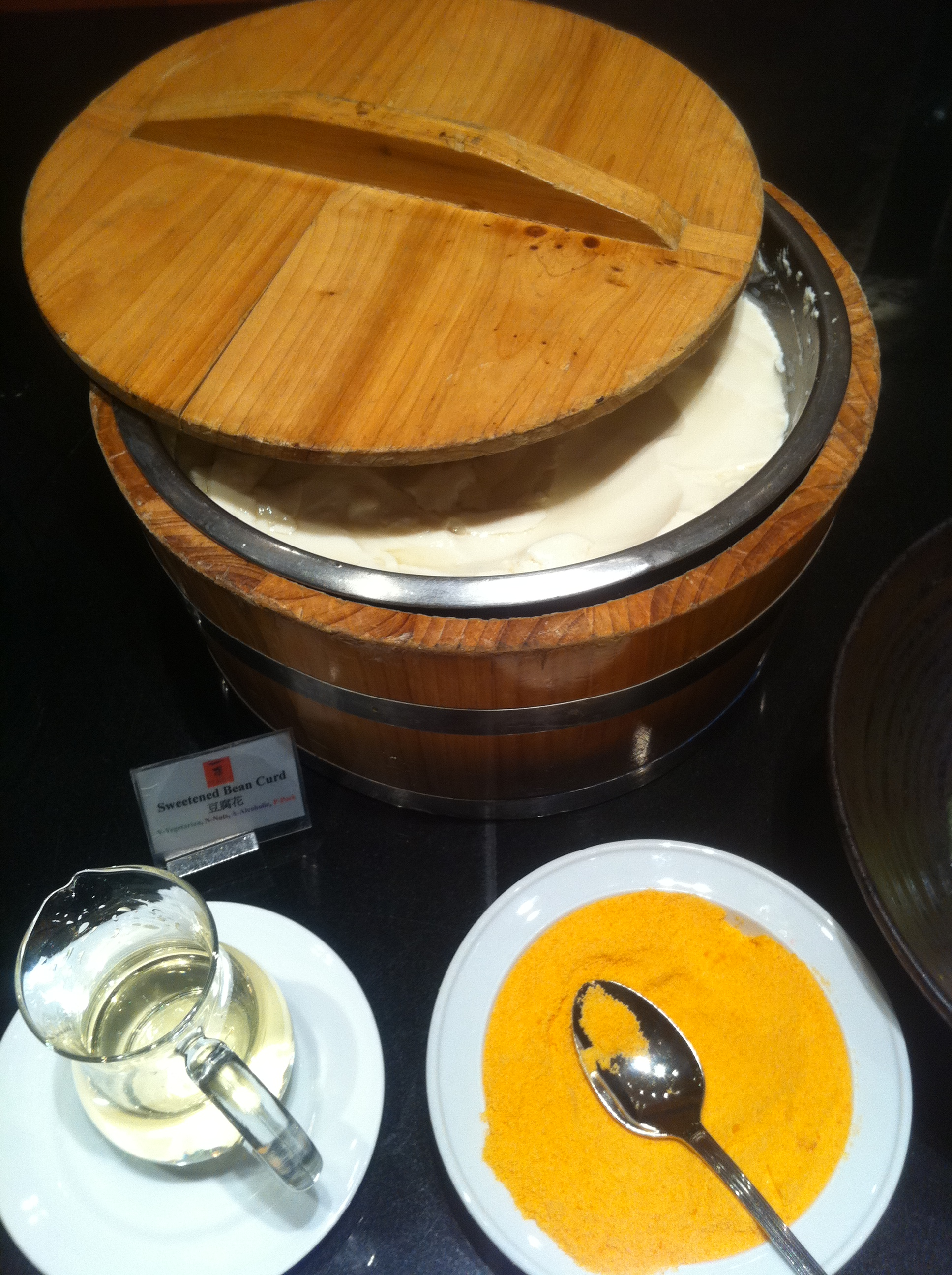
甜食

### 甜
湖北、湖南、江西一般都是在豆腐脑里面直接加白糖食用，不会加其他任何佐料，这种吃法最为保留豆腐脑(豆花)的原味。近年来也有闽台两广风味的加料豆花，不过一般视为甜品。当地早餐还是以传统豆腐脑(豆花)为主。
台湾、越南、香港、澳門、馬來西亞、新加坡、广东、广西、福建等地通常加入紅糖或黑糖水食用，或者糖水都可以。夏天通常將豆花放涼了吃，冬天則加入熱糖水食用。近年甚至出現將豆花雪藏而形成凍（冷）豆花，但由於黃糖是固態，因此一般會用糖水。有人為了驅寒還會在糖水中加入薑汁或是為了口感加入綠豆、紅豆、各色水果或是湯圓一起食用。
比較特別的有豆漿豆花－將糖水改成豆漿。更新穎的食法會加上巧克力糖漿、滿天星製成的「巧克力豆花」、配以芝麻糊的「黑白」或加入水果汁例如芒果汁的「芒果豆腐花」。
除了從湯汁下手外，台灣亦有將豆花本體摻入其他口味如雞蛋、巧克力等的豆花，加上原本白淨的黃豆花，就成了三色豆花。

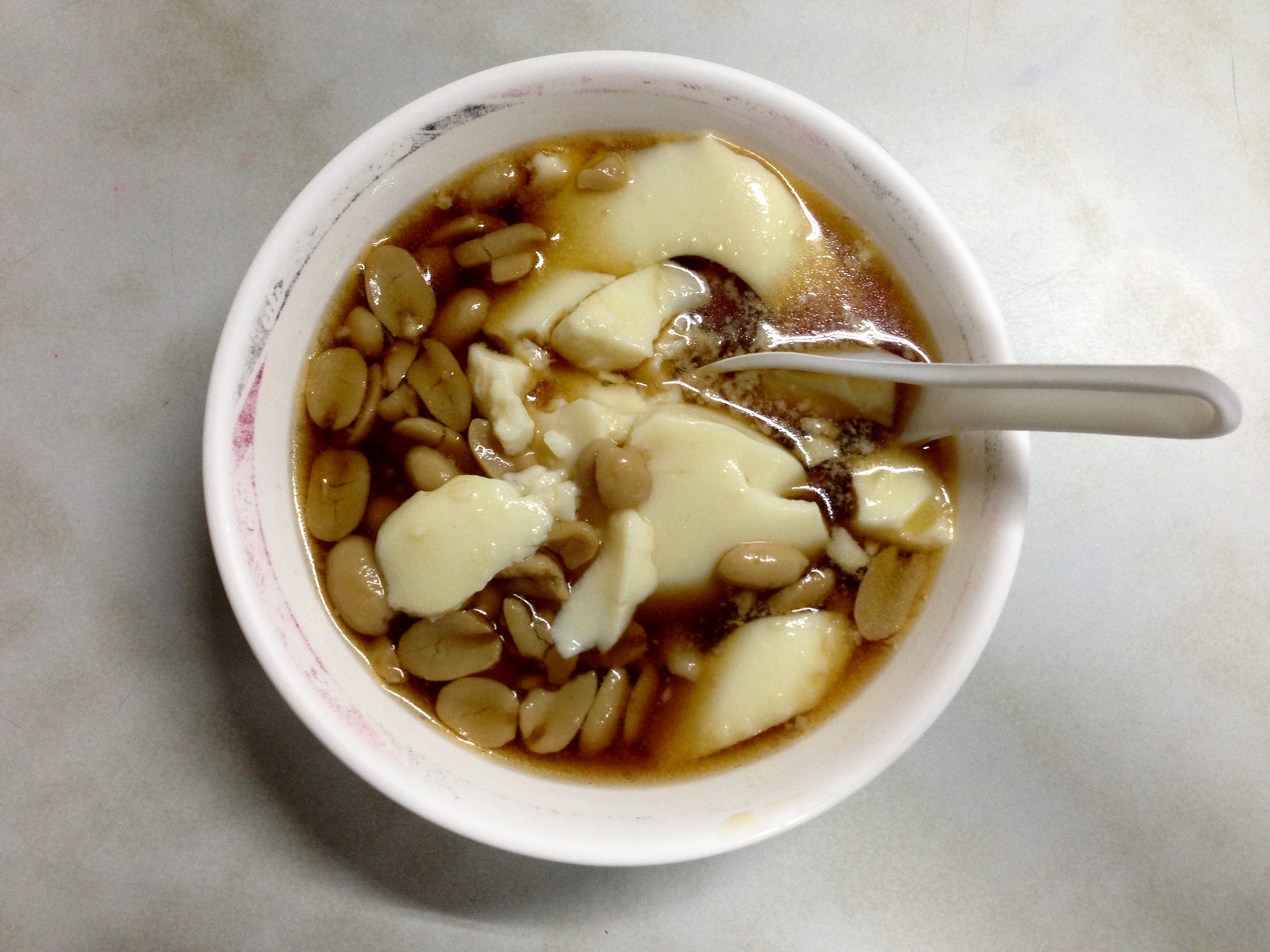
花生豆花

而盛載用的木桶有極佳的保溫功能，可確保豆腐花有最佳的凝固效果。

### 鹹

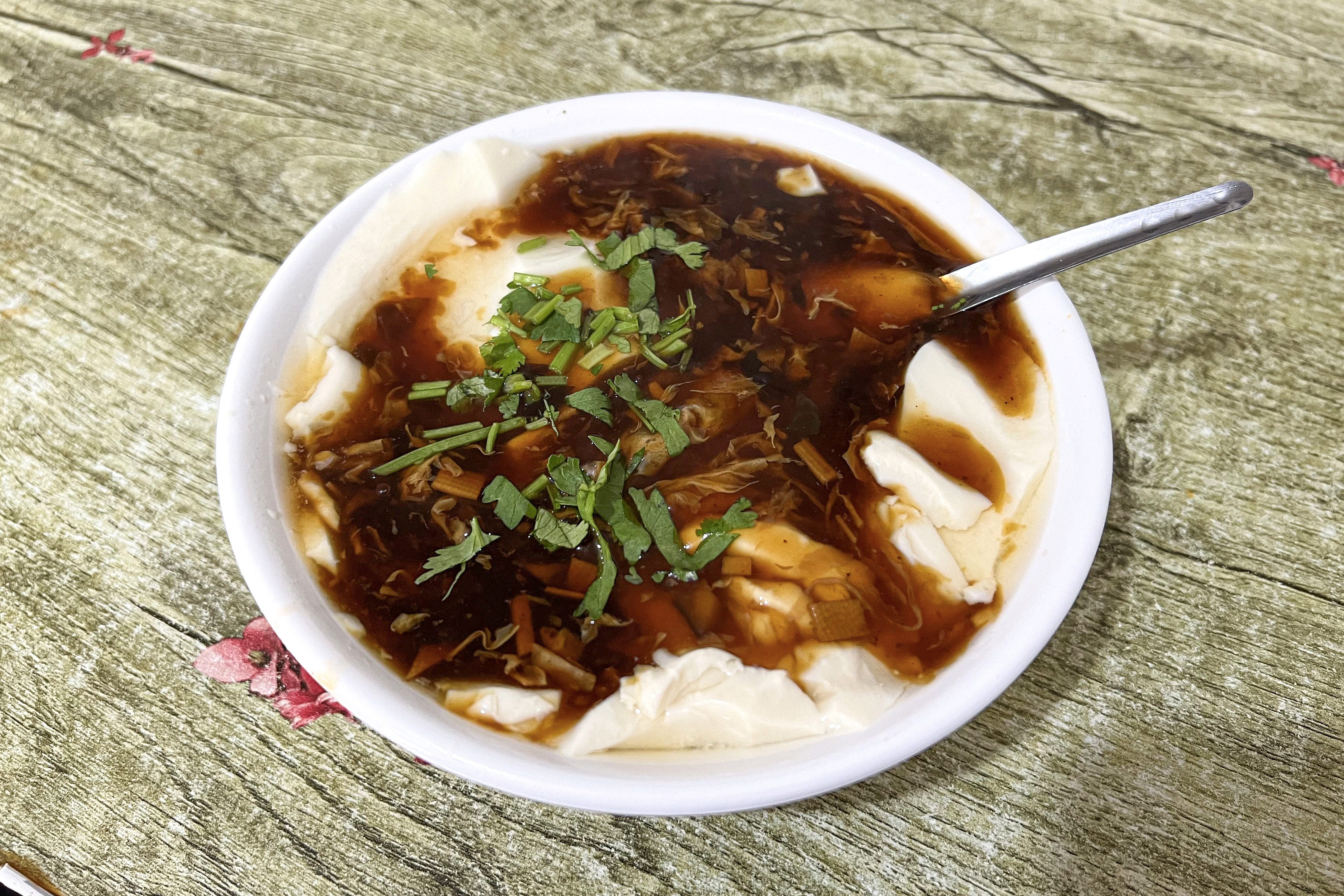
京派豆腐脑

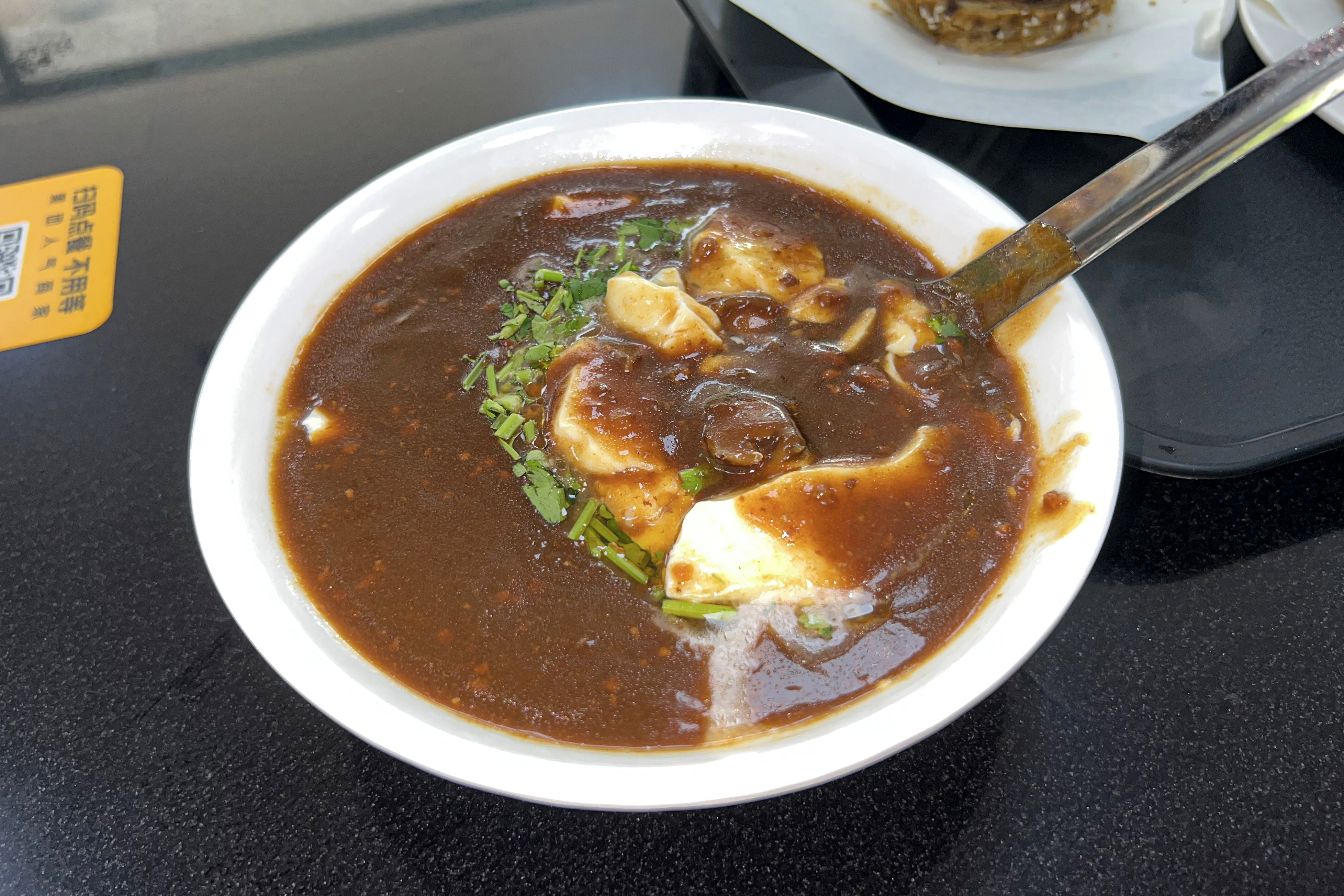
清真版豆腐脑

中国北方通常称豆花为豆腐脑，而南方原本没有这种称谓。豆腐脑据地域及个人口味变化极多，共同点是咸。还有每碗分开上笼蒸的蒸豆腐脑。
以京津为例，“卤”的典型做法是：把木耳、花菜、香菇切丝，葱姜切末；炒锅内少许底油，下入花椒、八角炸香，然后依次加入葱姜末、木耳、花菜、香菇、豆腐丝翻炒；然后加入一调羹酱油和适量的牛肉汤或羊肉汤（没有的话用水也可以），煮开锅后加入盐和鸡精调味后淋入水淀粉勾芡。最后把打散的鸡蛋淋入即成。
在河南，有豆腐脑与胡辣汤混合的吃法，称为“两掺儿”。
喜食辣味的地区（陕西、山西南部等地）往往加入油泼辣子作为调味。
也有用酱油、香油、熟黄豆、碎芹菜做的简易调味汁，也可加入韭菜花、蒜泥、蔥花、蝦皮、花生碎、香菜等。
对于福建，鹹豆花是加入卤料的卤汤，撒上萝卜干、虾米、炸蒜丁、香菜或者芹菜等，加入的卤料包括卤笋、卤猪大肠、卤猪肺、卤蛋、卤火腿肠、卤肉等等。一般摊位以及店家也会提供辣油给爱吃辣的顾客。

### 辣

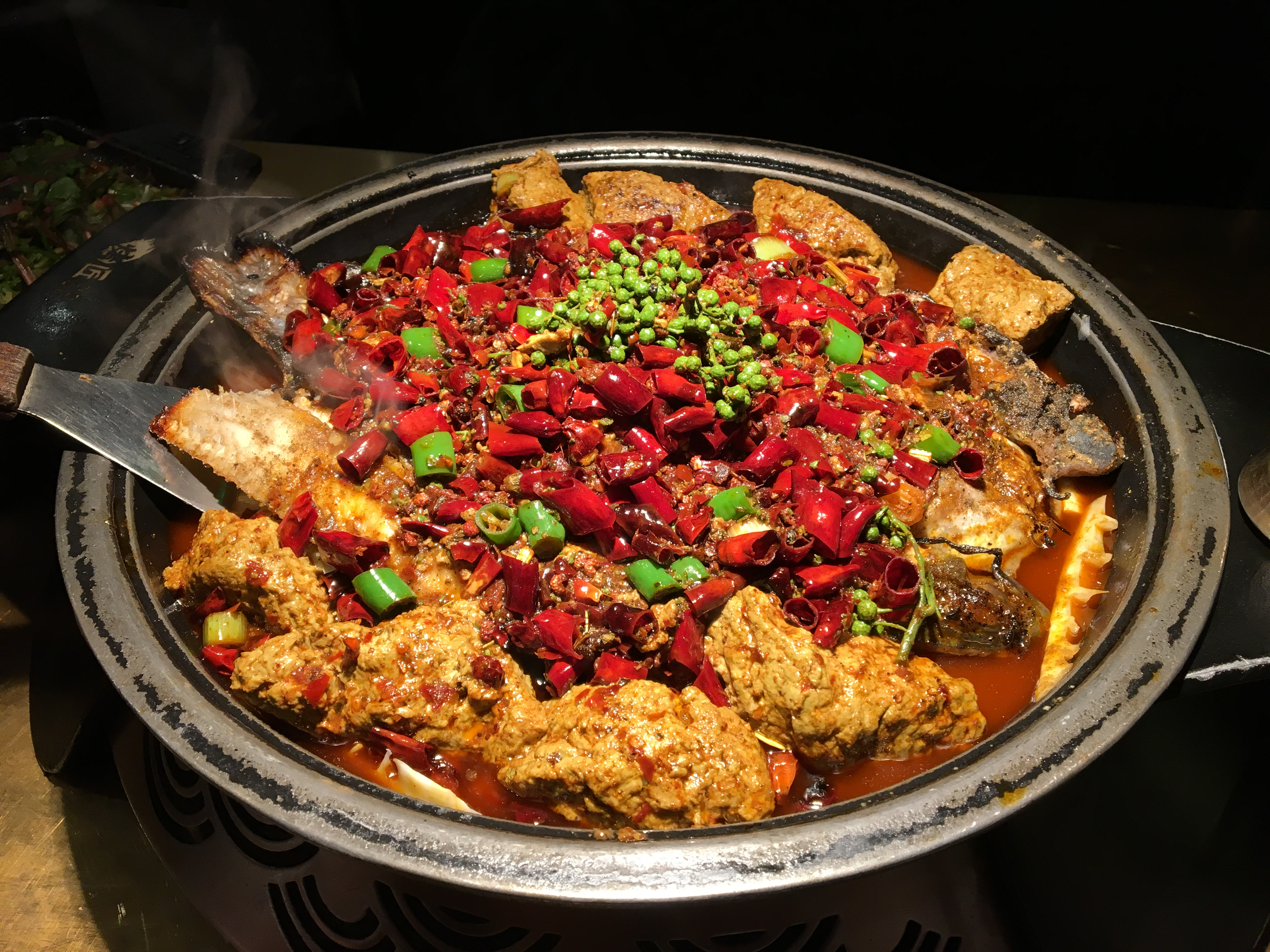
豆花鱼

在四川重庆地区，對果凍狀的豆花以北方叫法称为豆腐脑，而當地所稱的“豆花”指的是尚未壓制成形的豆腐，相比豆腐腦更為緊實，而比豆腐鬆散。
四川、重庆的豆花在食用时佐以辛辣调料，与南方的甜和北方的咸形成鲜明对比。当地习惯辣味豆花配米饭食用，是为“豆花饭”。四川豆花的蘸料复杂，以炒制的郫县豆瓣为主要风味，辅以姜、蒜、胡椒、花椒、八角等风味。

## 原料
豆花原料很容易得到，僅有黃豆、水及凝固劑三種。水的多寡是影響濃淡要素；而凝固劑常為可食用性的石膏粉、鹽滷，還有人使用海菜粉或地瓜粉。鹽滷是海水精鍊後的產物，不同於一般的食用鹽，在日本是健康食品的代表。
燒石膏，學名是Gypsum，英文名是Fibrosum 或 Calcium sulfate。熟石膏的化學成分是半水合硫酸鈣（CaSO4・1/2H2O）。生石膏的化學成分是二水合硫酸钙（CaSO4・2H2O），分子内含水，呈半透明狀。若買到的是生石膏粉，可以通过炒或微波加熱的办法去除分子中的水分即可。

## 製作方法
豆花製作須先將黃豆浸泡，依品種或個人喜好約4至8小時不等，俟黃豆吸飽水份後再加以打漿、濾渣、煮滾，復降溫至80℃。
最後步驟稱為「沖豆花」，也称「点卤」（歇后语“卤水点豆腐——一物降一物”即从此得来）。意即需將少量（某些做法僅數滴）凝固劑沖入豆漿後再靜置5至15分鐘才能完成。而豆花美味的技巧就出於豆漿與凝固劑融合的溫度控制，以及沖豆花的速度與技巧。

### 凝固劑
- 洋菜、食用膠、海藻抽取物，此類所製成的豆花，更像是豆漿風味的果凍布丁，因其加熱會融解成液態豆漿的特點，侷限只能常溫以下食用，但製作成功率極高、容易，故被廣泛使用。
- 食用石膏、鹽滷，此類所製成的豆花，加熱不會融解，故熱豆花一定需使用此類的作法，更有消費者藉由豆花店是否販賣熱豆花，來藉此判別是否為依序傳統製成的商家，並更勝饕客青睞。
- 葡萄糖酸内酯，是一种酸性凝固剂，其在水中会水解成葡萄糖酸，使豆浆中的蛋白质发生酸凝固作用[2]。